# キャリアグレードNAT
キャリアグレードNAT (Carrier Grade NAT、CGN)とは、ラージスケールNAT（Large Scale Network Address Translator、LSN）とも呼ばれ、インターネットサービスプロバイダ（ISP）などの電気通信事業者が、自社内のネットワークと他社のネットワークの分界点付近でネットワークアドレス変換（NAT）を行うこと。IPv4におけるIPアドレス枯渇問題に対する取り組みの一つとして注目を集めている。
各種のIPv6移行技術と同じ文脈で語られることが多いが、CGN(LSN)はIPv6と関係はなく、あくまでもIPv4延命策である。同じ文脈で語られることが多い理由は、IPv4延命とIPv6移行がセットで語られることが多いためである。

## 背景
インターネットではもともと、接続されているすべてのルータやホストにそれぞれIPアドレス (グローバルIPアドレス) を割り当てていたが、IPv4アドレスは、2の32乗である約43億個しかなく、インターネットに接続されるホストが著しく増えたため、2008年時点で向こう数年以内にIPアドレスが枯渇する可能性が高い状況になった（詳しくはIPアドレス枯渇問題を参照）。
当初は次世代のプロトコルであるIPv6への移行を進めることでIPアドレス枯渇問題を根本的に解決するとの考えが技術者の間では有力であったが、諸般の事情でIPv4からIPv6への移行は思うように進んでいない。そこで、IPv4アドレスを節約するために、ISPなどの事業者が大規模なNATを用いる事が検討されている。
またIPアドレス枯渇問題が深刻化する以前から、日本国内のケーブルテレビ（CATV）におけるインターネット接続では、CATVの網内に存在するクライアントに対しプライベートIPアドレスを割り振り、CATVのセンター局（ヘッドエンド）においてNATを行う形態の接続サービスが広く行われており、これをキャリアグレードNATの先駆けとする考え方もある。
主に対象となるのは、インターネットへ接続している利用者となっているが、様々な問題や課題点を抱えており、現在、標準化及び検証が進められている。
当初からCGNと呼ばれていたがIETFでLSNと呼び換えを試みたが、現在CGNと用語定義されている。
2012年4月 RFC 6598として: IANA-Reserved IPv4 Prefix for Shared Address Spaceとして、Carrier-Grade NAT (CGN)用のアドレススペースとして、ARINから100.64.0.0/10が予約された。
2013年4月、RFC 6888 Common Requirements for Carrier-Grade NATs (CGNs) として定義され、RFC 6890  Special-Purpose IP Address Registriesとして100.64.0.0/10が定義された。RFC 6889 Analysis of Stateful 64 Translationに各種IPv6-V4変換技術についての解析がある。

## 現在の課題点
解決しなければならない課題点がいくつか存在し、主に次のようなものが挙げられる。
- NATで使用する際、利用可能なポート数制限
- 1ユーザ当たり利用可能なセッション数
- 多段NAT
- SIPやUPnPを使ったアプリケーション、ネットワークゲームの利用
- 利用者の特定
- 広告バナーなどのアクセス解析の際のsource addressの管理及びクライアント識別
- VPNなど、使用したときのルーティング及びフィルタの問題

## 影響
- 上記のとおり、L4以上のプロトコルがポート番号を持っていない物だと（ICMP、L2TP、PPTP、IPSecなど）、NAPTに支障が出るため、CGNの通過に支障が生じる場合がある。同様の理由で、CPEルーターにおけるポート開放や特定ポート利用を前提としていたサービスの利用に（そのままでは）支障を生じる事がある。
- IPv4上の同一アドレスから同時刻に（異なるソースポートで）アクセスが来る事になるので、1アドレスが（たとえほぼ同時刻の通信であっても）、特定の1ホスト（1ユーザー）を特定するものではなくなる[2]。
- 同様に、特定のIPv4アドレス・レンジが、あるISPの特定の地方（都道府県など）や回線種別に属する、と言う事もなくなるので、IPv4アドレスからそれらを推定するのは困難になる。[3]
- これらの理由から、サービスサイト側でIPアドレスによるアクセスブラックリストを適用すると、無関係な多数の他人が巻き添えになる。[4]
- ISPにおけるユーザーからのアクセスのロギングについても、PPPoEセッションや、半固定IPアドレス割当などにより容易であったものが、CGNのステートを丸ごとロギングする必要があり、性能やログ帯域幅の要求が厳しくなる。